# NGC 4851/1
NGC 4851/1 је лентикуларна галаксија у сазвежђу Береникина коса која се налази на NGC листи објеката дубоког неба.
Деклинација објекта је + 28° 8' 52" а ректасцензија 12h 58m 21,8s. Привидна величина (магнитуда) објекта NGC 4851 износи 14,2 а фотографска магнитуда 15,2. NGC 48511 је још познат и под ознакама CGCG 160-61, DRCG 27-199, PGC 44439.